# Strilnîkî, Putîvl
Strilnîkî (în ucraineană Стрільники) este localitatea de reședință a comunei Strilnîkî din raionul Putîvl, regiunea Sumî, Ucraina.

## Demografie
Componența lingvistică a localității Strilnîkî
     Rusă (65,92%)
     Ucraineană (33,83%)
Conform recensământului din 2001, majoritatea populației localității Strilnîkî era vorbitoare de rusă (65,92%), existând în minoritate și vorbitori de ucraineană (33,83%).